# Mariano Piaggio
Mariano Piaggio (Luján, Provincia de Buenos Aires, 17 de septiembre de 1987) es un baloncestista argentino que se desempeña como pívot. Actualmente juega en el Los Indios del Torneo Federal de Básquetbol de la Argentina.

## Carrera profesional

### River Plate
Se confirma su llegada como ficha mayor para disputar el Torneo Federal de Básquetbol 2016-17 con River Plate. Al finalizar la temporada regular el River Plate consigue su mejor clasificación histórica hasta el momento al quedar en la tercera posición de la División Metropolitana. Disputa los octavos de final de la Conferencia Sur contra Estudiantes de La Plata a quien barre 3 - 0 al vencer 92-72, 95-88 y 76-89. En los cuartos de final de la Conferencia Sur se enfrenta a Pedro Echagüe el primer partido lo gana River 92 - 72, en los siguientes tres partidos cae derrotado 77-82 de local y 80 - 78 y 87 - 83 de visitante quedando eliminado.

### Clubes
- Actualizado hasta el 13 de mayo de 2018.

| Club            | País      | Año             |
| --------------- | --------- | --------------- |
| Sportivo Pilar  | Argentina | 2010 - 2012     |
| Club Los Indios | Argentina | 2012 - 2014     |
| River Plate     | Argentina | 2014 - 2017     |
| Club Los Indios | Argentina | 2017 - Presente |